# Manuel Medina
Manuel Medina (Aragua de Barcelona, 14 juli 1976) is een Venezolaans wielrenner die zijn wedstrijden vooral in Midden- en Zuid-Amerika rijdt.

## Belangrijkste overwinningen
2002
- 11e etappe Ronde van Venezuela

2004
- 6e etappe Ronde van Táchira

2005
- 1e etappe + 3e etappe deel A Ronde van Colombia

2006
- 5e, 13e etappe + eindklassement Ronde van Táchira
- Venezulaans kampioenschap wielrennen op de weg
- 5e etappe Ronde van Colombia
- 8e etappe Ronde van Venezuela
- Clasico Ciclistico Banfoandes

2007
- 6e + 8e etappe Ronde van Táchira
- 3e + 5e etappe Ronde van Colombia
- 12e etappe Ronde van Guatemala
- Pan-Amerikaans kampioenschap op de weg, elite

2008
- 4e, 6e, 11e en 13 etappe + eindklassement Ronde van Táchira
- 3e, 8e, 9e, 10e etappe + eindklassement Ronde van Guatemala

2011
- 5e etappe + eindklassement Ronde van Táchira
- 9e etappe Ronde van Venezuela

2012
- 9e etappe Ronde van Táchira

2013
- 8e en 9e etappe Ronde van Táchira